# .ve
.ve (Venezuela) é o código TLD (ccTLD) na Internet para a Venezuela.